# Fetauimalemau Mata'afa
Masiofo La'ulu Fetauimalemau Mata'afa, née en 1928 et morte le 19 novembre 2007,, est une femme politique puis diplomate samoane.

## Biographie
Fille de Le Mamea Matatumua Ata (en), l'un des auteurs de la Constitution des Samoa,, elle naît durant la lutte pacifique du mouvement Mau pour l'indépendance des Samoa ; son prénom Fetauimalemau, souvent abrégé en Fetaui, signifie « témoin de la lutte »,. Elle suit une formation en Nouvelle-Zélande pour devenir enseignante, et pratique ce métier dans l'enseignement primaire et secondaire aux Samoa jusqu'à ce qu'elle épouse en 1958 Fiame Mata'afa Faumuina Mulinu'u II. Celui-ci devient le premier Premier ministre des Samoa en 1959, à la veille de l'indépendance du pays, et Fetauimalemau Mata'afa quitte son emploi pour se consacrer à soutenir son époux,,.
Elle s'engage dans le même temps dans la vie publique, et devient présidente du Conseil national des femmes des Samoa, présidente de la Croix-Rouge aux Samoa, et présidente de la Conférence des Églises du Pacifique. Elle mène campagne sur l'importance de l'éducation et de l'accès à l'enseignement supérieur, et en 1970 est élue présidente inaugurale du conseil de l'université du Pacifique Sud ; elle reçoit de la reine Élisabeth II (reine des Fidji) la charte établissant aux Fidji cette université internationale d'Océanie,. En 1975, à la mort de son mari, elle est élue députée au Fono (le parlement national), lui succédant dans sa circonscription de Lotofaga. « La'ulu » est son titre de matai, tandis que « Masiofo » est le titre accordé à l'épouse d'un haut personnage d'État. Elle quitte la présidence de l'université en 1976, et ne se représente pas aux élections législatives samoanes de 1982, préférant se consacrer à sa présidence du Conseil national des femmes et à promouvoir les intérêts et la participation des femmes dans la vie publique,.

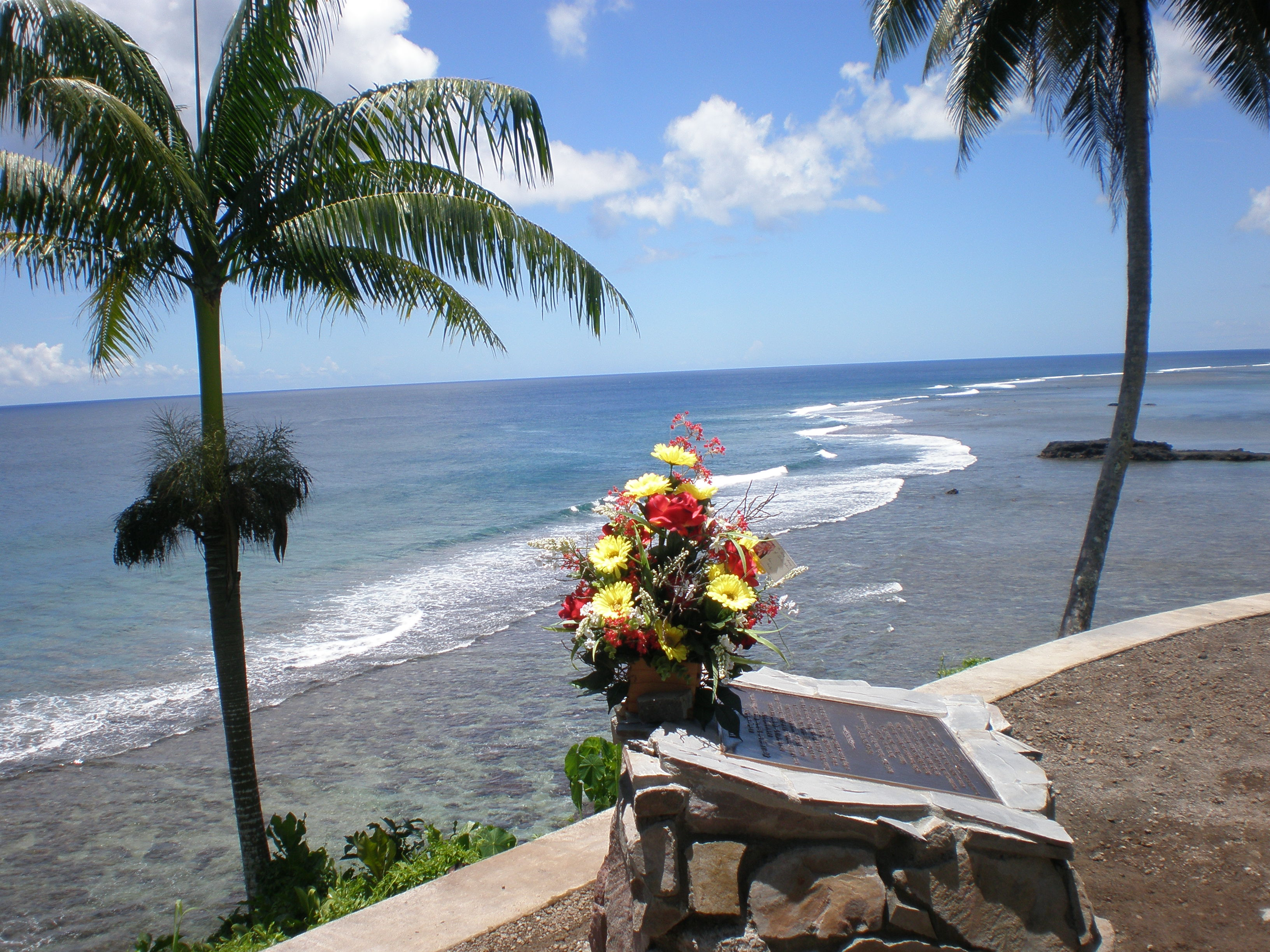
Sépulture de Fetauimalemau Mata'afa à Lotofaga.

En 1989, elle est nommée consule-générale des Samoa en Nouvelle-Zélande, avant d'être promue en 1992 haute-commissaire (ambassadrice), fonction qu'elle exerce jusqu'en 1997,.
Elle meurt en 2007 et est inhumée au village de Lotofaga, sur la côte sud de l'île d'Upolu. Le chef de l'État, Tupua Tamasese Tufuga Efi, la reine-mère des Tonga Halaevalu Mataʻaho ʻAhomeʻe (en), la députée néo-zélandaise Luamanuvao Winnie Laban (en) et l'ambassadeur de Chine, entre autres, assistent à ses obsèques. La fille de Fetauimalemau Mata'afa, Fiame Naomi Mata'afa, devient en 1991 la première femme ministre aux Samoa (ministre de la Culture), puis la première femme Première ministre en 2021.